# 马奈镇
马奈镇，是中华人民共和国四川省阿坝藏族羌族自治州金川县下辖的一个乡镇级行政单位。2019年12月，撤销马尔邦乡、马奈乡，设立马奈镇，以原马尔邦乡和原马奈乡所属行政区域为马奈镇的行政区域。

## 行政区划
马奈镇下辖以下地区：
卡卡足村和耿扎村。